# Bill Morey
Bill Morey (Framingham (Massachusetts), 19 december 1919 – Santa Monica (Californië), 10 december 2003) was een Amerikaanse acteur.

## Carrière
Morey begon in 1975 met acteren in de televisieserie Mannix. Hierna heeft hij nog meerdere rollen gespeeld in televisieseries en televisiefilms zoals Mork & Mindy (1979-1980), G.I. Joe: The Revenge of Cobra (1984), G.I. Joe (1985-1986), Dallas (1981-1988) en Boy Meets World (1998).
Morey heeft in 1970 een Joseph Jefferson Award gewonnen in de categorie Best Acteur in een bijrol met de theaterstuk Janus in het Pheasant Run Theatre

## Filmografie

### Films
Selectie:
- 1988 Elvira, Mistress of the Dark – als mr. Rivers
- 1983 Brainstorm – als James Zimbach
- 1975 Death Race 2000 – als Deacon

### Televisieseries
Uitgezonderd eenmalige gastrollen.
- 1999 – 2000 Beggars and Choosers – als Emory Luddin – 6 afl.
- 1998 Boy Meets World – als rechter Bemis – 2 afl.
- 1993 – 1996 The John Larroquette Show – als Oscar – 2 afl.
- 1991 – 1992 Civil Wars – als ?? – 4 afl.
- 1981 – 1988 Dallas – als Leo Wakefield – 9 afl.
- 1985 – 1986 G.I. Joe – als diverse stemmen – 18 afl.
- 1985 Space – als decaan Robert Hawkins – 2 afl.
- 1984 G.I. Joe: The Revenge of Cobra – als diverse stemmen – 3 afl.
- 1983 The Thorn Birds – als Angus MacQueen – 3 afl.

- Library of Congress Control Number: no2008105023
- Virtual International Authority File: 41656623
- WorldCat: E39PBJmdpkkxY8h7DJrVcwwt8C